# Tournoi d'échecs Amber
Pour les articles homonymes, voir Amber (homonymie).
Le tournoi d'échecs Amber, anciennement Melody Amber (jusqu'en 1996), est un tournoi d'échecs unique au monde, combinant parties à l'aveugle et parties rapides qui eut lieu pendant vingt ans de 1992 à 2011.
Rassemblant sur invitation les meilleurs joueurs mondiaux (à l'exception notable de Garry Kasparov qui n'y participa jamais), il s'est déroulé en 1992 à Roquebrune-Cap-Martin, puis à Monte-Carlo (de 1993 à 2007 et en 2011) et à Nice (de 2008 à 2010). Il était sponsorisé par le milliardaire néerlandais et ancien champion du monde du jeu d'échecs par correspondance Joop van Oosterom. Tirant son nom de la fille de celui-ci, il se tenait habituellement pendant la seconde moitié du mois de mars.

## Vainqueurs
Le joueur ayant remporté le plus souvent le tournoi combiné (aveugle et rapide) est le Russe Vladimir Kramnik avec six victoires (en 1996, 1998 — ex æquo avec Chirov, 1999, 2001 — ex æquo avec Topalov, 2004 — ex æquo avec Morozevitch – et 2007), suivi de l'Indien Viswanathan Anand avec cinq victoires (en 1994, 1997, 2003, 2005 et 2006 — ex æquo avec Morozevitch), de l'Arménien Levon Aronian (en 2008, 2009 et 2011) et du Russe Aleksandr Morozevitch avec trois victoires (en 2002, 2004 et 2006).
Le joueur ayant remporté le plus souvent le tournoi à l'aveugle est Kramnik avec neuf victoires (1995, 1996, 1998, 1999, 2000, 2003, 2007, 2008 et 2009) devant Morozevitch (en 2002, 2004, 2006 et 2008) et Anand (en 1993, 1994, 1997 et 2005) avec quatre victoires à l'aveugle.
Le joueur ayant remporté le plus souvent le tournoi rapide est Viswanathan Anand avec neuf victoires en parties rapides (en 1994, 1996, 1997, 1999, 2004, 2005, 2006, 2007 et 2009) devant l'Ukrainien Vassili Ivantchouk avec quatre victoires (en 1992, 1996, 1998 et 2010).
Viswanathan Anand et Levon Aronian sont les seuls joueurs à avoir gagné en même temps les tournois rapide et aveugle (en 1994, 1997 et 2005 pour Anand ; en 2008 et 2009 pour Aronian).
L'édition 2011 est la vingtième et dernière édition du tournoi et Vassili Ivantchouk est le seul joueur à avoir participé à toutes les épreuves. Il a remporté quatre fois le tournoi rapide et une fois le classement combiné (en 2010).

## Palmarès du tournoi
En 1992, à Roquebrune, un tournoi de blitz séparé fut organisé avec les douze joueurs du tournoi rapide plus Susan Polgar et Larry Christiansen. Le tournoi blitz fut remporté par Ljubomir Ljubojevic avec 10 points sur 13.
| Lieu        | Année | Vainqueur(s) du tournoi rapide                          | Vainqueur(s) du classement combiné (aveugle et rapide)     | Vainqueur(s) du tournoi à l'aveugle                                  |
| ----------- | ----- | ------------------------------------------------------- | ---------------------------------------------------------- | -------------------------------------------------------------------- |
| Roquebrune  | 1992  | Vassili Ivantchouk ( Ukraine)                           | Vassili Ivantchouk ( Ukraine)                              | Pas de tournoi à l'aveugle                                           |
| Monte-Carlo | 1993  | Ljubomir Ljubojević ( RF Yougoslavie)                   | Ljubomir Ljubojević ( RF Yougoslavie)                      | Viswanathan Anand Anatoli Karpov                                     |
| Monte-Carlo | 1994  | Viswanathan Anand Vladimir Kramnik                      | Viswanathan Anand ( Inde)                                  | Viswanathan Anand ( Inde)                                            |
| Monte-Carlo | 1995  | Anatoli Karpov ( Russie)                                | Anatoli Karpov ( Russie)                                   | Vladimir Kramnik                                                     |
| Monte-Carlo | 1996  | Viswanathan Anand Vassili Ivantchouk                    | Vladimir Kramnik ( Russie)                                 | Vladimir Kramnik ( Russie)                                           |
| Monte-Carlo | 1997  | Viswanathan Anand ( Inde)                               | Viswanathan Anand ( Inde)                                  | Viswanathan Anand ( Inde)                                            |
| Monte-Carlo | 1998  | Alexeï Chirov Vassili Ivantchouk                        | Alexeï Chirov ( Espagne) Vladimir Kramnik ( Russie)        | Vladimir Kramnik                                                     |
| Monte-Carlo | 1999  | Viswanathan Anand                                       | Vladimir Kramnik ( Russie)                                 | Vladimir Kramnik Alexeï Chirov Veselin Topalov                       |
| Monte-Carlo | 2000  | Alexeï Chirov ( Espagne)                                | Alexeï Chirov ( Espagne)                                   | Vladimir Kramnik                                                     |
| Monte-Carlo | 2001  | Vladimir Kramnik Boris Guelfand                         | Veselin Topalov ( Bulgarie) Vladimir Kramnik ( Russie)     | Veselin Topalov                                                      |
| Monte-Carlo | 2002  | Boris Guelfand                                          | Aleksandr Morozevitch ( Russie)                            | Aleksandr Morozevitch ( Russie)                                      |
| Monte-Carlo | 2003  | Ievgueni Bareïev                                        | Viswanathan Anand ( Inde)                                  | Vladimir Kramnik                                                     |
| Monte-Carlo | 2004  | Viswanathan Anand                                       | Aleksandr Morozevitch ( Russie) Vladimir Kramnik ( Russie) | Aleksandr Morozevitch                                                |
| Monte-Carlo | 2005  | Viswanathan Anand ( Inde)                               | Viswanathan Anand ( Inde)                                  | Viswanathan Anand ( Inde)                                            |
| Monte-Carlo | 2006  | Viswanathan Anand                                       | Viswanathan Anand ( Inde) Aleksandr Morozevitch ( Russie)  | Aleksandr Morozevitch                                                |
| Monte-Carlo | 2007  | Viswanathan Anand                                       | Vladimir Kramnik ( Russie)                                 | Vladimir Kramnik ( Russie)                                           |
| Nice        | 2008  | Levon Aronian ( Arménie)                                | Levon Aronian ( Arménie)                                   | Vladimir Kramnik Aleksandr Morozevitch Levon Aronian Veselin Topalov |
| Nice        | 2009  | Viswanathan Anand Levon Aronian Gata Kamsky             | Levon Aronian ( Arménie)                                   | Vladimir Kramnik Levon Aronian Magnus Carlsen                        |
| Nice        | 2010  | Vassili Ivantchouk ( Ukraine) Magnus Carlsen ( Norvège) | Vassili Ivantchouk ( Ukraine) Magnus Carlsen ( Norvège)    | Aleksandr Grichtchouk                                                |
| Monte-Carlo | 2011  | Magnus Carlsen                                          | Levon Aronian ( Arménie)                                   | Levon Aronian ( Arménie)                                             |